# Éva Novák
Éva Novák (Hungría, 8 de enero de 1930-Bruselas, Bélgica, 30 de junio de 2005) fue una nadadora húngara especializada en pruebas de estilo, donde consiguió ser campeona olímpica en 1952 en los 100 metros.

## Carrera deportiva
En las Olimpiadas de Londres 1948 ganó el bronce en los 200 metros estilo braza.
Cuatro años después, en los Juegos Olímpicos de Helsinki 1952 ganó la medalla de oro en los relevos de 4 x 100 metros libre, y plata en 200 metros braza y 400 metros estilo libre, con un tiempo de 5:13.7 segundos, tras su paisana la también húngara Valéria Gyenge.